# Зашто не волим снег
Зашто не волим снег је шести албум крагујевачке рок-групе Смак. Издат је као LP и музичка касета. Садржи седам нумера, од којих је најпознатија Смакова обрада македонске народне песме „Зајди, зајди“.

## Списак песама
- А1. Јужни воз - 3:24
- А2. Зајди, зајди - 5:23
- А3. Талисман - 4:45
- А4. Зашто не волим снег - 7:07
- Б1. Балет - 5:35
- Б2. Махт - пустиња - 9:35
- Б3. Небески сплав - 4:24

## Чланови групе
- Лаза Ристовски: клавијатуре
- Слободан Стојановић Кепа: бубњеви
- Радомир Михајловић Точак: гитара
- Зоран Милановић: бас
- Дадо Топић: глас на А4
- Зоран Живановић Хозе: глас на А1 и Б3

## Остало
- Аранжмани: Смак
- Дизајн омота: Љ. Милојевић